# Emre Nefiz
Emre Nefiz (* 24. November 1994 in Frankfurt am Main) ist ein deutsch-türkischer Fußballspieler.

## Karriere
Sein Debüt in der 2. Fußball-Bundesliga gab er als 17-Jähriger am 5. August 2012 beim Spiel gegen den SV Sandhausen, als er gegen Ende der Partie für Nils Teixeira eingewechselt wurde. Nefiz spielt in der Saison 2012/13 mit der A-Jugend des FSV zudem in der A-Junioren-Bundesliga.
Im Sommer 2014 entschied sich Nefiz dazu, seine Karriere fortan in der türkischen Süper Lig bei Gaziantepspor fortzusetzen. Zur Rückrunde der Saison 2016/17 wechselte Nefiz innerhalb der Süper Lig zu Alanyaspor. Zur Saison 2018/19 wechselte Nefiz zu Adana Demirspor und wurde von diesem Verein für die Rückrunde der Saison 2018/19 an den Ligarivalen Giresunspor ausgeliehen.